# Tabaru (lud)
Tabaru, także Tobaru – indonezyjska grupa etniczna z prowincji Moluki Północne, zamieszkująca północno-zachodnią część wyspy Halmahera. Według Wielkiej Encyklopedii Rosyjskiej ich populacja wynosi 20 tys. osób. Należą do grupy ludów północnohalmaherskich, są jednym z najliczniejszych ludów Halmahery.
Posługują się własnym językiem tabaru, który nie należy do rodziny austronezyjskiej, a także indonezyjskim i lokalnym malajskim. Pod względem językowym są bliscy innym ludom Halmahery, takim jak Galela i Tobelo. W niektórych źródłach byli wręcz nieściśle utożsamiani z ludem Ibu. Według lokalnej tradycji pochodzą jednak z wysp Sangir, czyli z obszaru języków filipińskich. Sama nazwa „Tobaru” ma znaczyć tyle, co „nowi (nowo przybyli) ludzie”.
Za ojczyznę Tabaru uważa się dorzecze górnej rzeki Ibu, lecz skupiska tego ludu występują w różnych zakątkach północnej Halmahery. Dzielą się na dwie grupy terytorialne: Tobaru Nyeku i Tobaru Adu. Podział ten odpowiada pewnym różnicom dialektalnym. Odmiana języka tabaru z rejonu wsi Tuada (na południe od Jailolo) zdążyła wykształcić własne cechy. Formy „Tabaru” i „Tobaru” mają charakter wymienny, przy czym tą drugą posługują się inne grupy etniczne.
W większości wyznają chrześcijaństwo. Niektórzy przyjęli islam pod wpływem ludu Tidore, z którym utrzymują bliższe kontakty. Jeszcze na pocz. XX w. część grup Tabaru wiodła nomadyczny tryb życia. W tym samym okresie działalność w regionie prowadził misjonarz i językoznawca J. Fortgens.